# Tara Hills
Tara Hills is een plaats in Contra Costa County in Californië in de VS.

## Geografie
Tara Hills bevindt zich op 37°59′41″Noord, 122°19′6″West. De totale oppervlakte bedraagt 2,0 km² (0,8 mijl²) wat allemaal land is.

## Demografie
Volgens de census van 2000 bedroeg de bevolkingsdichtheid 2639,4/km² (6819,4/mijl²) en bedroeg het totale bevolkingsaantal 5332 dat bestond uit:
- 51,76% blanken
- 14,44% zwarten of Afrikaanse Amerikanen
- 0,66% inheemse Amerikanen
- 14,14% Aziaten
- 0,54% mensen afkomstig van eilanden in de Grote Oceaan
- 12,55% andere
- 5,91% twee of meer rassen
- 23,87% Spaans of Latino

Er waren 1792 gezinnen en 1370 families in Tara Hills. De gemiddelde gezinsgrootte bedroeg 2,96.

## Plaatsen in de nabije omgeving
De onderstaande figuur toont nabijgelegen plaatsen in een straal van 8 km rond Tara Hills.